# 요시오 가이나
요시오 가이나(일본어: 吉尾 海夏, 1998년 6월 28일~)는 일본의 축구 선수로, 제주 유나이티드에서 미드필더로 활동하고 있다.

## 구단 경력
그는 2017년 J1리그의 요코하마 F. 마리노스에 입단했다. 2018년에 J리그컵 준우승. 2019년 베갈타 센다이로 임대 이적했다. 2020년 J2리그의 FC 마치다 젤비아로 임대 이적했다. 2021년까지 FC 마치다 젤비아에서 72경기에 출전하여, 13득점을 넣었다. 2022년 요코하마 F. 마리노스로 복귀했다. 2022년에 J1리그 우승, 2023년에 J1리그 준우승을 차지했다. 2024년 6월 제주 유나이티드로 임대 이적했다. 2025년 J2리그의 몬테디오 야마가타로 이적했다.